# Pterocypha lezardata
Pterocypha lezardata là một loài bướm đêm trong họ Geometridae.